# Tragia rhoicifolia
Tragia rhoicifolia là một loài thực vật có hoa trong họ Đại kích. Loài này được Chiov. miêu tả khoa học đầu tiên năm 1929.